# Giovanni Guglielmo Riva
Giovanni Guglielmo Riva (Asti, 1627 – Roma, 16 ottobre 1677) è stato un chirurgo e anatomista italiano.

## Biografia
Nato presumibilmente nel 1627 da Giacomo Riva e la moglie Isabella, si trasferì giovinetto a Roma dove si laureò in Medicina il 19 novembre 1652. Insegnò anatomia presso l'Ospedale di Santa Maria della Consolazione e in una sua accademia privata presso la propria abitazione dove tenne quelle che furono probabilmente le prime dimostrazioni pubbliche e scientifiche su cadaveri a Roma. Fu chirurgo di re Luigi XIV di Francia e archiatra pontificio di papa Clemente IX.
Creò un museo anatomico di preparazioni a secco, da lui stesso allestite. Diede per primo la dimostrazione grafica completa del sistema chilifero nell'uomo, dalle sue origini mesenteriche allo sbocco nella circolazione sanguigna. Fu anche uno dei primi a fare esperienza nella eterotrasfusione del sangue.